# Porsche 911 Carrera RSR
Chronologie des modèles
La Porsche 911 Carrera RSR (RennSport Rennen) est une série de voitures de course développées par Porsche et homologuées pour courir dans la catégorie Groupe 4 de la fédération internationale de l'automobile et de l'Automobile Club de l'Ouest.
L'appellation « 911 » fait référence aux voitures de première et deuxième génération, respectivement type 901 et type G. Les séries suivantes, plus modernes et désignées sous leur numéro de code usine (964, 993, etc), font également l'objet d'une déclinaison RSR.

## Déclinaisons

### Porsche 911 Carrera RSR 2.8

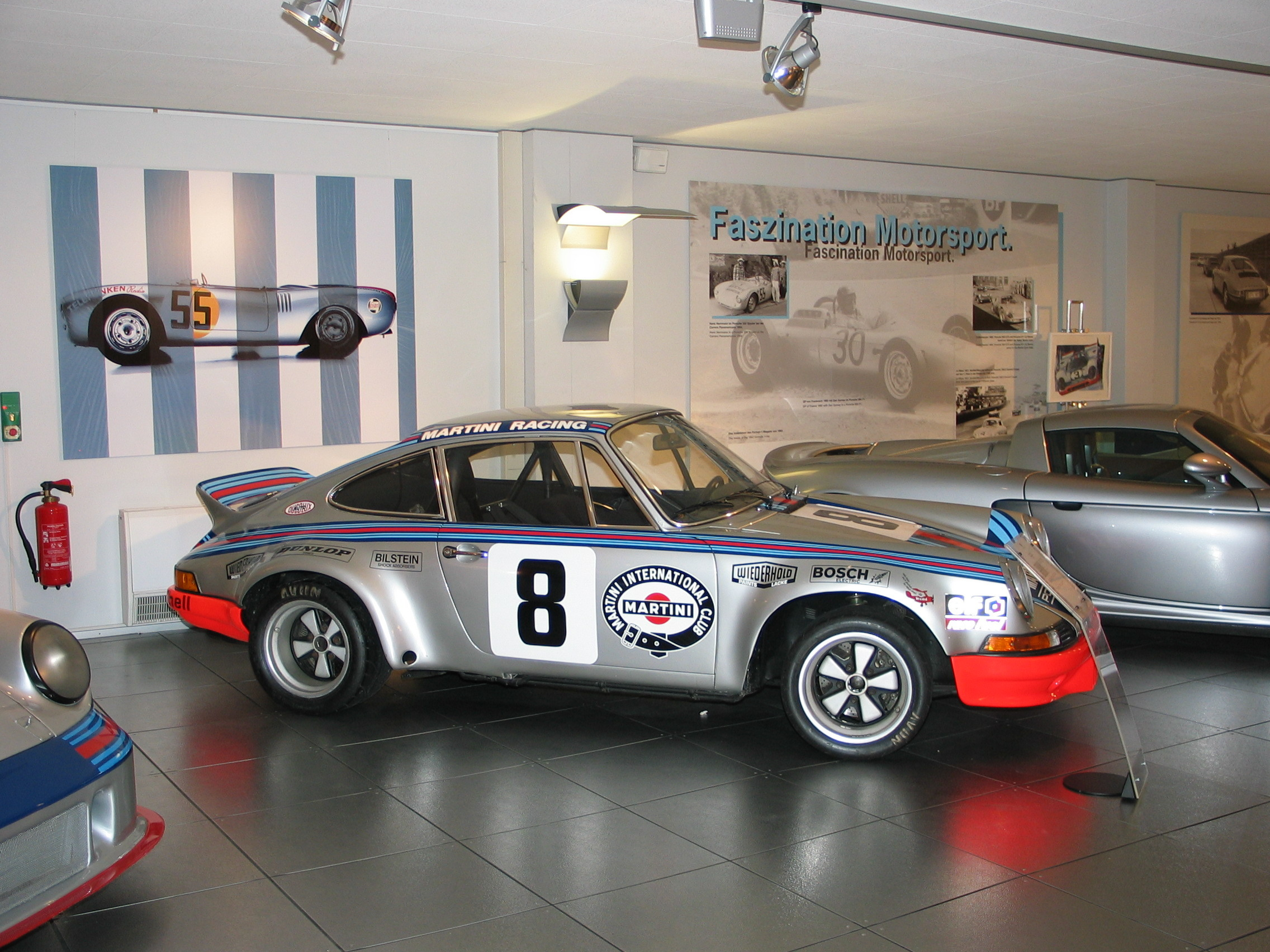
Porsche 911 Carrera RSR 2.8.

En 1973, la première version est équipée d'un moteur d'une cylindrée de 2,8 L, elle est issue de la Porsche 911 Carrera RS 2,7 L.

### Porsche 911 Carrera RSR Turbo 2.1

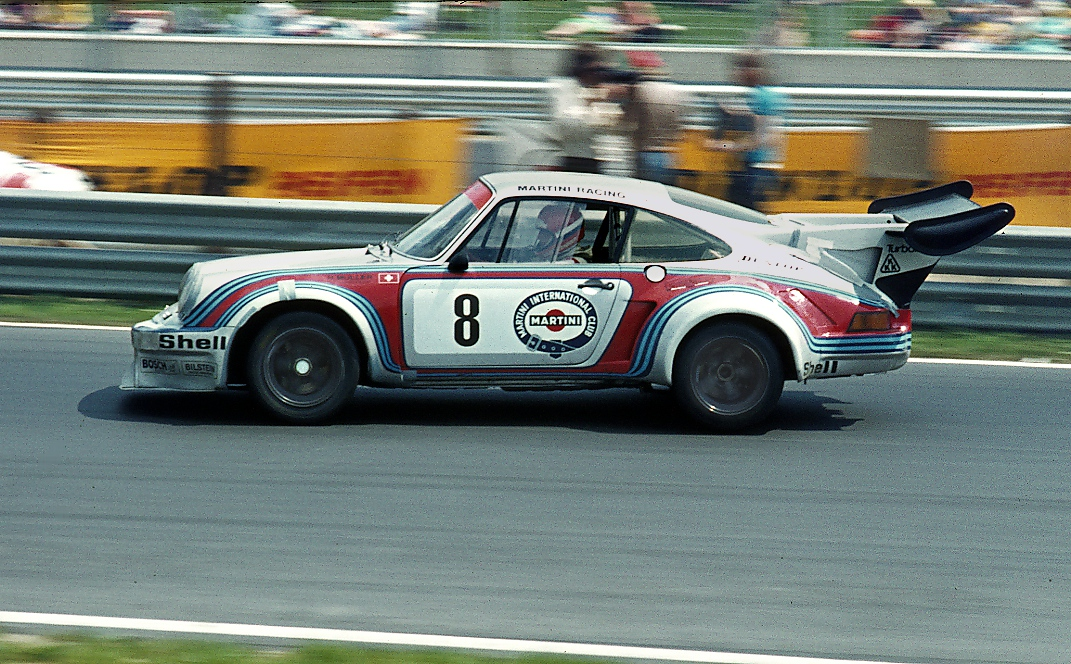
Porsche 911 Carrera RSR Turbo 2.1

En 1974, une version turbocompressée, nommée Porsche 911 Carrera RSR Turbo 2,1 L est développée.

### Porsche Carrera RSR 3.0

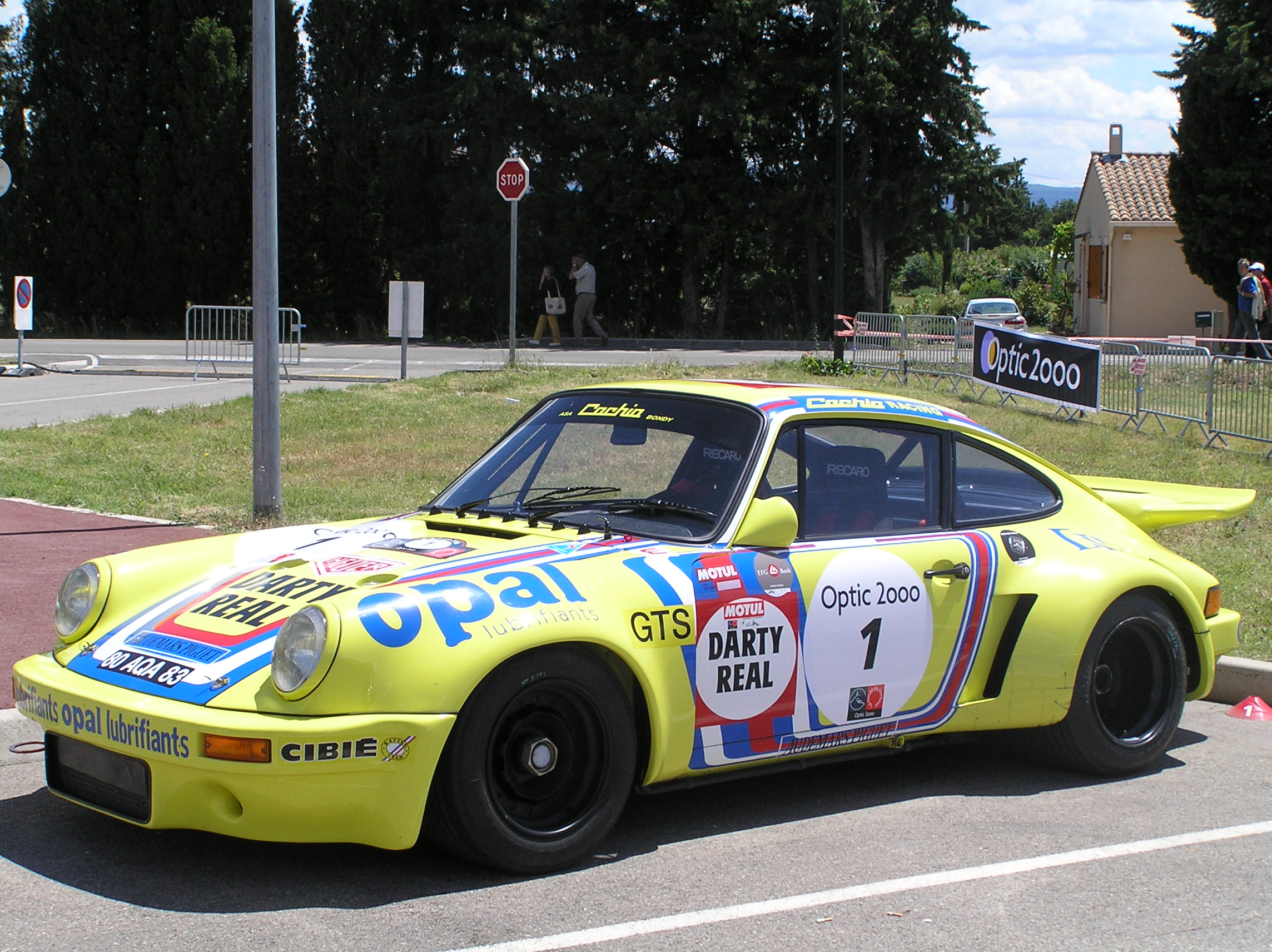
Porsche Carrera RSR 3.0 de 1974

La même année, une version 3,0 L voit également le jour.